# Natação no Campeonato Mundial de Esportes Aquáticos de 2022 - 400 m medley feminino
A prova dos 400 metros medley feminino da natação no Campeonato Mundial de Esportes Aquáticos de 2022 ocorreu no dia 25 de junho, em Budapeste, na Hungria.

## Recordes
Antes desta competição, os recordes mundiais e do campeonato nesta prova eram os seguintes:
| Tipo                  | Atleta         | Tempo     | Local          | Data                |
| --------------------- | -------------- | --------- | -------------- | ------------------- |
|                       | Katinka Hosszú | 4m 26s 36 | Rio de Janeiro | 6 de agosto de 2016 |
| Recorde do campeonato | Katinka Hosszú | 4m 29s 33 | Budapeste      | 30 de julho de 2017 |

## Medalhistas
| Ouro                  | Prata              | Bronze            |
| Summer McIntosh (CAN) | Katie Grimes (USA) | Emma Weyant (USA) |

## Cronograma
Todos os horários são locais (UTC+2). 
| Data        | Hora  | Evento        |
| ----------- | ----- | ------------- |
| 25 de junho | 09:00 | Eliminatórias |
| 25 de junho | 19:01 | Final         |

## Resultados

### Eliminatórias
Esses foram os resultados das eliminatórias. A prova foi realizada no dia 25 de junho com início às 09:00.
| Pos. | Bateria | Raia | Nadadora                   | Nacionalidade  | Tempo   | Notas |
| ---- | ------- | ---- | -------------------------- | -------------- | ------- | ----- |
| 1    | 2       | 5    | Summer McIntosh            | Canadá         | 4:36.15 | Q     |
| 2    | 2       | 3    | Katie Grimes               | Estados Unidos | 4:36.68 | Q     |
| 3    | 2       | 4    | Emma Weyant                | Estados Unidos | 4:38.52 | Q     |
| 4    | 2       | 2    | Ge Chutong                 | China          | 4:38.95 | Q     |
| 5    | 3       | 5    | Katinka Hosszú             | Hungria        | 4:39.15 | Q     |
| 6    | 3       | 4    | Yui Ohashi                 | Japão          | 4:39.52 | Q     |
| 7    | 2       | 6    | Jenna Forrester            | Austrália      | 4:40.20 | Q     |
| 8    | 3       | 6    | Ageha Tanigawa             | Japão          | 4:40.70 | Q     |
| 9    | 3       | 3    | Viktória Mihályvári-Farkas | Hungria        | 4:41.16 |       |
| 10   | 2       | 7    | Mya Rasmussen              | Nova Zelândia  | 4:41.98 |       |
| 11   | 3       | 2    | Tessa Cieplucha            | Canadá         | 4:44.53 |       |
| 12   | 3       | 7    | Freya Colbert              | Reino Unido    | 4:45.55 |       |
| 13   | 3       | 8    | Cyrielle Duhamel           | França         | 4:52.24 |       |
| 14   | 2       | 1    | Gabrielle Roncatto         | Brasil         | 4:52.61 |       |
| 15   | 2       | 8    | Florencia Perotti          | Argentina      | 4:55.43 |       |
| 16   | 3       | 9    | Kristen Romano             | Porto Rico     | 4:56.39 |       |
| 17   | 1       | 4    | Kamonchanok Kwanmuang      | Tailândia      | 4:56.59 |       |
| 18   | 1       | 3    | Simone Kabbara             | Líbano         | 5:07.33 |       |
| 19   | 1       | 5    | Samantha van Vuure         | Curaçau        | 5:34.75 |       |
| –    | 2       | 0    | Nikoleta Trniková          | Eslováquia     | DNS     | DNS   |
| –    | 3       | 0    | Chloe Cheng                | Hong Kong      | DNS     | DNS   |
| –    | 3       | 1    | Anastasia Gorbenko         | Israel         | DNS     | DNS   |

### Final
A final foi realizada em 25 de junho às 19:01.
| Pos.              | Raia | Nadadora        | Nacionalidade  | Tempo   | Notas |
| ----------------- | ---- | --------------- | -------------- | ------- | ----- |
| Medalha de ouro   | 4    | Summer McIntosh | Canadá         | 4:32.04 |       |
| Medalha de prata  | 5    | Katie Grimes    | Estados Unidos | 4:32.67 |       |
| Medalha de bronze | 3    | Emma Weyant     | Estados Unidos | 4:36.00 |       |
| 4                 | 2    | Katinka Hosszú  | Hungria        | 4:37.89 |       |
| 5                 | 7    | Yui Ohashi      | Japão          | 4:37.99 |       |
| 6                 | 6    | Ge Chutong      | China          | 4:38.37 |       |
| 7                 | 1    | Jenna Forrester | Austrália      | 4:42.39 |       |
| 8                 | 8    | Ageha Tanigawa  | Japão          | 4:44.28 |       |

Legenda
| Recorde mundial       | Recorde mundial (World record)               |                       | Recorde africano                      | Recorde africano (African) |                                           | Q | Classificado por posição (Qualified) |
| Recorde do campeonato | Recorde do campeonato (Championship record)  | Recorde da América    | Recorde da América (Americas)         | q                          | Classificado por melhor tempo (Qualified) |   |                                      |
| Melhor marca do ano   | Melhor marca do ano (World leading)          | Recorde asiático      | Recorde asiático (Asian)              | DNS                        | Não largou (Did not start)                |   |                                      |
| Recorde nacional      | Recorde nacional (National record)           | Recorde europeu       | Recorde europeu (European)            | DNF                        | Não terminou (Did not finish)             |   |                                      |
| Recorde pessoal       | Recorde pessoal do atleta (Personal best)    | Recorde da Oceania    | Recorde da Oceania (Oceania)          | DSQ / DQ                   | Desclassificado (Disqualified)            |   |                                      |
| Recorde da temporada  | Recorde da temporada do atleta (Season best) | Recorde sul-americano | Recorde sul-americano (South America) | NM                         | Sem marca (No mark)                       |   |                                      |